# Forbidden
Forbidden – amerykańska grupa muzyczna wykonująca thrash metal składająca się z wielu znanych muzyków m.in. Death, Nevermore, Slayer, Testament, Machine Head. Powstała w Hayaward w Kalifornii w 1987 roku jako Fobidden Evil, jednak w tym samym roku zmieniła nazwę na obecną. Po wydaniu w 1997 r. albumu Green zespół przestał istnieć. W 2007 reaktywował się aby zagrać kilka koncertów w Europie i Bay Area. 22 października 2010 roku, nakładem wytwórni Nuclear Blast, ukazała się płyta Omega Wave.

## Muzycy
| Obecny skład zespołu - Russ Anderson - śpiew (1987-1997, od 2007) - Craig Locicero - gitara (1987-1997, od 2007) - Sasha Horn - perkusja (od 2011) |  | Byli członkowie zespołu - Tim Calvert - gitara (1989-1997) - Glen Alvelais - gitara (1987-1989, 2007-2009) - Steve Jacobs - perkusja (1992-1997) - Paul Bostaph - perkusja (1987-1992, 2007) - Gene Hoglan - perkusja (2007-2009, 2011) - Mark Hernandez - perkusja (2009-2011) - Robb Flynn - gitara (1985-1987) - Steve Smyth - gitara (2009-2012) - Matt Camacho - gitara basowa (1987-1997, 2007-2012) |

## Dyskografia
| Albumy studyjne - Forbidden Evil (1988) - Twisted into Form (1990) - Distortion (1994) - Green (1997) - Omega Wave (2010) Dema - Demo (1987) - Trapped (1991) - Disillusions (1992) - Distortion (1993) | Minialbumy - Raw Evil: Live at the Dynamo (1989) Kompilacje - Point of No Return (1992) Single - Step By Step Promo (1990) - No Reason (1994) - Dragging My Casket (2010) Splity - Ultimate Revenge 2 (1989) |

## Teledyski
| Rok  | Tytuł          | Reżyseria   | Album             |
| ---- | -------------- | ----------- | ----------------- |
| 1990 | "Step By Step" | —           | Twisted Into Form |
| 1995 | "No Reason"    | —           | Distortion        |
| 2011 | "Omega Wave"   | Jon Schnepp | Omega Wave        |